# Althénopis
Althénopis è un romanzo autobiografico di Fabrizia Ramondino, pubblicato nel 1981 e vincitore, lo stesso anno, del Premio Napoli di narrativa.
Il libro è stato tradotto in quattro lingue.

## Trama
Il libro si divide in tre parti, che rispecchiano tre periodi della vita dell'autrice. La collocazione nel tempo è precisa, quella nei luoghi è riconoscibile nelle descrizioni, ma i nomi sono stati alterati o mutati. Althénopis è Napoli, Santa Maria a Mare è un paese sul confine della costiera amalfitana con la costiera sorrentina, Roma è sempre chiamata la Capitale.
La prima parte si svolge tra il 1943 e il 1948 a Santa Maria a Mare. La seconda è tra il 1950 e il 1954 in vari luoghi di Napoli e altri paesi dell’entroterra. La terza parte sembra ambientata a Napoli, verso la fine degli anni '60. Alle tre parti corrispondono tre maniere narrative differenti, secondo una precisa evoluzione dell'autrice-narratrice.
Prima parteL'autrice narra in prima persona e descrive anche se stessa tra i protagonisti degli eventi. Lei e i fratelli minori sono bambini e il loro tempo trascorre nella massima libertà, in compagnia di molti ragazzi del luogo, di cugini, della nonna e della madre. Il padre è piuttosto assente, poiché lavora a Roma, e quando visita la famiglia tutti sono scontenti per la rigidezza di pensiero che egli ha sull'educazione e l'incapacità di trasmettere affetto. Invece la madre, costantemente in preda all'emicrania, asseconda il desiderio dei figli di giocare, sporcarsi, fare qualche imprudenza; atea, non li obbliga mai al catechismo e alle funzioni religiose. I piccoli vanno alla spiaggia fin dai primi tepori e crescono quasi nell'acqua e nella sabbia. Poi, uno alla volta, i compagni di giochi si defilano, tolti dagli studi da genitori bisognosi e alla narratrice resta una sola compagna alla scuola media.
Seconda parteSono trascorsi due anni all'estero, al seguito del padre diplomatico, ma a causa della sua prematura morte, la famiglia torna a Napoli e si trova in ristrettezze. La narratrice diventa spettatrice e non racconta fatti, ma descrive le dimore in cui loro sono ospiti e i parenti che li aiutano. Entrano in scena moltissimi zii, solo alcuni dei quali sono fratelli dei genitori, più spesso si tratta di cugini. La famiglia si trova a passare da una casa all'altra, dovendo talora anche dividersi, finché un parente riesce a mettere a disposizione una villa in un luogo chiamato Frasca. Nel turbinio di personaggi si narra come i vari parenti si sforzano di rimettere in sesto le finanze della vedova madre dell'autrice. Si parla anche, sia pure in modo svagato, di studi compiuti con precettori e ripetitori privati, a sottolineare la discontinuità dei percorsi scolastici affrontati nel periodo. La parte si conclude con un non meglio precisato trasferimento al nord, ma solo per la narratrice.
Terza parteNulla si sa del lungo periodo trascorso al nord (e altrove) dall'autrice; quando torna a Napoli dalla madre, imposta una narrazione quasi spersonalizzata, in cui i personaggi sono visti dal di fuori e chiamati la Madre e la Figlia. Anziana, in declino vertiginoso, in balia degli oggetti che dimentica, la madre ha bisogno costante di assistenza. La figlia, da sempre la sua prediletta, si accolla con amore il gravoso compito e descrive la stratificazione di periodi, evidente nella casa. Sembrano così parlare mobili e utensili, vestiario e oggetti, ricordi e bibélots. Nata con il XX secolo, la madre è circondata da una geografia domestica che ne testimonia, in modo incoerente ma intoccabile, tutti i momenti della vita passata e della vita mutuata dagli antenati.

## Edizioni
In lingua italiana
- Fabrizia Ramondino, Althénopis, Einaudi, Torino 1981, ISBN 88-06-12560-5
- Fabrizia Ramondino, Althénopis, prefazione di Silvio Perrella, Einaudi, Torino 2016, ISBN 978-88-06-23043-2

Traduzioni
- (DE)  Fabrizia Ramondino, Althénopis: Kosmos einer Kindheit: Roman, trans. Maja Pflug; Lea Ritter-Santini, Arche-Verlag, Raabe + Vitali, Zürich 1986; Luchterhand Literaturverlag, Frankfurt am Main 1989, 1986.
- (EN)  Fabrizia Ramondino, Althenopis, trans. M Sullivan, Carcanet Press. Publications. 1988.
- (ES)  Fabrizia Ramondino, Alténopis, trad. Ramón F Reboiras; Flavia Cartoni, Alfaguara D.L. Madrid 1989.
- (FR)  Fabrizia Ramondino, Althénopis: roman, traduit de l'italien par Françoise Lantieri, Flammarion, Paris 1990